# نظام الموزع الهوائي (DAS)

رسم بياني يقارن بين هوائي موجات فردي وبين نظام موزع هوائي للموجات

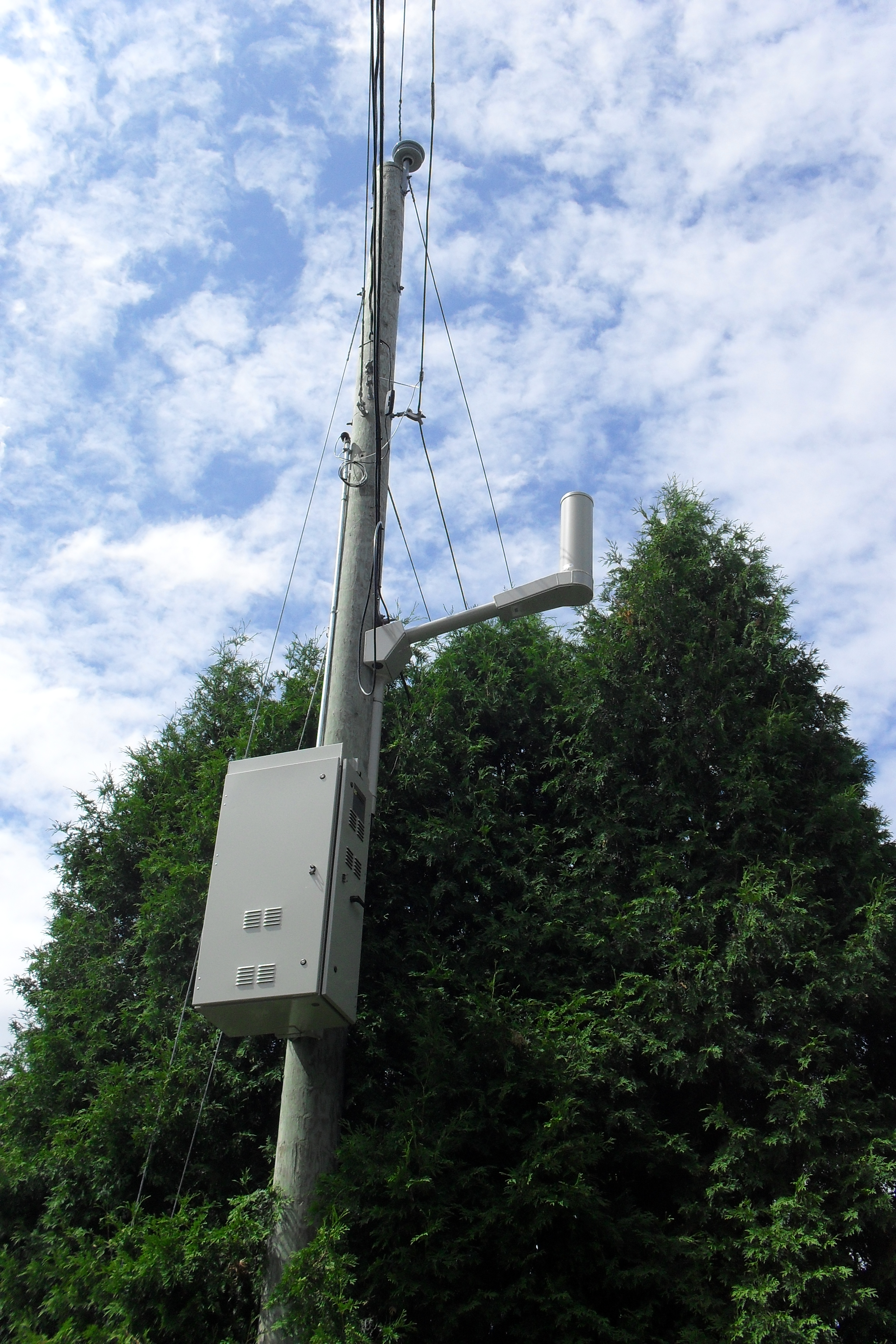
- عقدة DAS نموذجية لـ فيديوترون الجيل الثالث 3G شبكة في مونتريال.

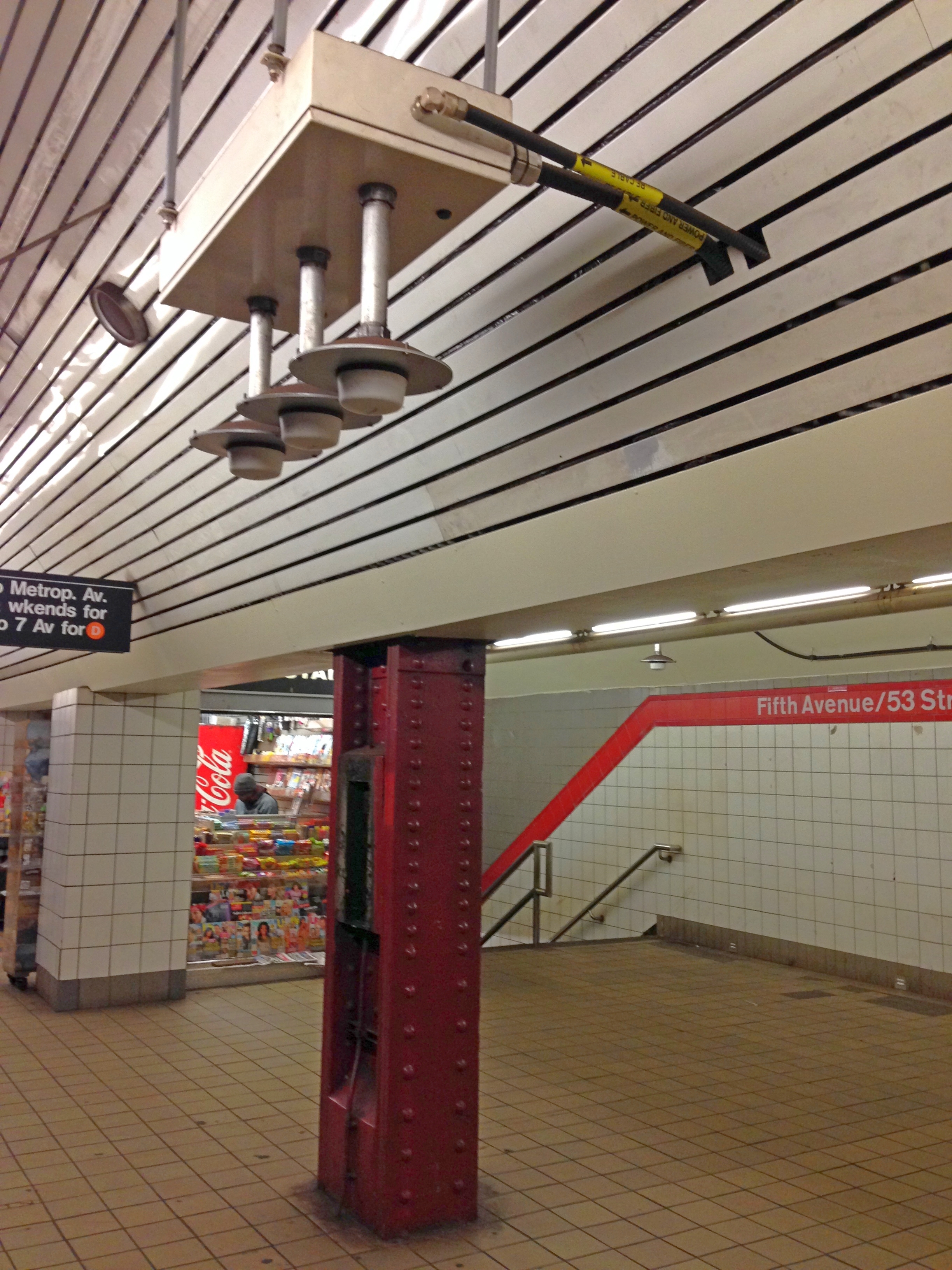
- نشرت ترانزيت وايرلس موزع هوائي للموجات مخصص من صنع (سولد، إنك). في مترو أنفاق مدينة نيويورك لتوفر تغطية لاسلكية وصوتية خلوية وبيانات. *كانت عقدة التردد الراديوي بثلاثة هوائيات في المنصة وهوائي آخر قريبا من السلالم على الجهة البعيدة.

نظام الموزع الهوائي أو (DAS )، وهو شبكة من عقد هوائية منفصلة، ومتصلة بمصدر مشترك عبر وسيط نقل يوفر خدمة لاسلكية داخل منطقة أو هيكل جغرافي. إن ارتفاعات المستقطبات (DAS ) عمومًا وعند مستوى الذبذبات الضوضائي أو أسفل منه وتركيبات عقدة  مضغوطة، يمكن نشر نظام الموزع الهوائي الداخل (iDAS) أو في الهواء الطلق (oDAS).

## مفهوم
الفكرة الموضحة هي تقسيم قدرة الإرسال بين عدة عناصر للهوائي ، مفصولة في الفضاء لتوفر تغطية على نفس المنطقة مثل هوائي واحد، ولكن مع قدرة إجمالية منخفضة وموثوقية محسنة. يُستبدل هوائي واحد ذا قوة اشعاعية عالية (أ) بمجموعة من الهوائيات منخفضة القدرة لتغطية نفس المنطقة (ب).
وصف صالح وآخرون هذه الفكرة في ورقة في عام 1987، واستخدم عديدون من مزودي الخدمة هذه الهوائيات مؤخرًا في عددا من المناطق حول الولايات المتحدة. غالبًا ما يستخدم (DAS) في الأماكن التي تكون فيها التقنيات البديلة غير مجدية بسبب تحديات التضاريس أو تقسيم المناطق.
تعمل الفكرة لإهدار طاقة أقل في التغلب على خسائر الاختراق والتظليل، ولأن قناة خط الرؤية موجودة دائما، وكلاهما تساعد على تقليل حدة التلاشي ومن تأخر التوسع.
يتسنى تنفيذ نظام الموزع المستقطب باستخدام المقسمات والمغذيات سلبية، أو تيسير -مضخمات مكررة نشطة مكبرات الصوت للتغلب على خسائر وحدة التغذية. قد يستحسن خلق تأخيرات بين عناصر الهوائي في الأنظمة التي يُطبّق فيها التكافؤ، وبذلك يزيد انتشار التأخير اصطناعيا في مناطق التغطية المتداخلة وهذا يسمح بتحسين الجودة عبر اختلاف الوقت.
إذا كانت منطقة معينة منتشر فيها عددا من عناصر الهوائي الموزعة بدلاً من هوائي واحد، فإن القدرة الإجمالية المشعة تنخفض بعامل تقريبًا ن1 - ن / 2 وتقل القدرة لكل هوائي بمعامل نن / 2 حيث يُفترض نموذج قانون قدرة بسيط لفقدان المسار، وإذ يفترض أن فقدان المسار متمثل في (ن). يمكن تمديد مساحة التغطية الإجمالية لحد معين من القدرة المشعة الفعالة بديلا عن ذلك، والتي قد تكون مهمة لضمان الامتثال لحدود السلامة من الإشعاع في جسم الإنسان.

## الرواد
قبل اختراع صالح والآخرون؛ استُخدما نفق الإرسال و مرشحات تغذية لتوفير استقبال لاسلكي في الأنفاق والمناجم ، مترو وغيرها من المساحات الداخلية وتحت الأرض.[بحاجة لمصدر]

## استخدم في شبكات اللاسلكية
يتأتى استخدام نظام الموزع الهوائي لإنشاء منطقة انتشار لاسلكية في الأماكن المغلقة (واي فاي) للاستخدامات التجارية. تشير التقديرات إلى أن حوالي 5٪ فقط من شبكات اللاسلكية التجارية تستخدم نظام الموزع الهوائي.

## وضع أنظمة الموزعالهوائي
يمكن وضع أنظمة الاستقطاب الموزعة داخل المباني لزيادة الإشارات اللاسلكية، وغالبًا ما تُوضع داخل هياكل كبيرة مثل الملاعب أو مقر الشركة.
كما توضع الأنظمة أيضًا في  طريق يمين المرافق أعلى أعمدة الكهرباء وأعمدة إنارة الشوارع وأعمدة إشارات المرور.

## لوائح

### الولايات المتحدة الأمريكية
تنشأ التحديات التنظيمية التاريخية على المستوى الاتحادي ومستوى الولاية والبلديات، ومع ذلك فقد أصدرت اللوائح على مستوى الولاية والمستوى الفيدرالي مع ولايات الغرب الأوسط التي تقود الطريق مع اللوائح على مستوى الولاية. يعالج موارد الصناعة مثل منتدى هت نت (سابقًا منتدى DAS) القضايا التنظيمية في مؤتمراتهم ويبلغ النتيجة من خلال مواقعهم في الويب .
لجنة الاتصالات الفيدرالية الأنظمة: أصدرت لجنة الاتصالات الفيدرالية FCC أمر مرفق العمودي 11-50.
ميشيغان: حددت هيئة مترو الأنفاق، التي تنظم الدخول إلى حق مرور المرافق، في عام 2004 أن أنظمة شبكة الهوائيات الموزعة هي جزء من هاتف ارضي البنية التحتية ، وبالتالي تخضع لتنظيم الدولة من خلال قرار إداري.
أوهايو: أصدرت لجنة المرافق العامة في ولاية أوهايو  أحكام المرفق العمودي التي تتطلب الأداة المساعدة للسماح لأنظمة الهوائي الموزع في حق الأولوية في المنفعة في أغسطس 2014.